# Jordan Houlden
Jordan Houlden (Sheffield, 25 luglio 1998) è un tuffatore britannico.

## Biografia
E' allenato da Tom Owens.
Ha rappresentato la Gran Bretagna agli europei di nuoto di Londra 2016 nel trampolino 1 metro, dove si è piazzato al sesto posto.
Ai Giochi europei di Baku 2015 si è piazzato nono nel trampolino 1 metro e quarto nel trampolino 3 metri, dietro al connazionale James Heatly, all'italiano Ruslan Adriano Cristofori ed al russo Il'ja Molčanov.
Ai campionati europei di tuffi di Kiev 2019 è giunto quarto nel trampolino 1 metro e ha vinto il bronzo nei 3m sincro.

## Palmarès
| Anno | Manifestazione          | Sede       | Evento         | Risultato | Prestazione | Note |
| ---- | ----------------------- | ---------- | -------------- | --------- | ----------- | ---- |
| 2015 | Giochi europei          | Baku       | Trampolino 1 m | 9º        | 453,15 p.   |      |
| 2015 | Giochi europei          | Baku       | Trampolino 3 m | 4º        | 511,90 p.   |      |
| 2016 | Europei                 | Londra     | Trampolino 1 m | 9º        | 368,55 p.   |      |
| 2019 | Europei                 | Kiev       | Trampolino 1 m | 4º        | 379,80 p.   |      |
| 2019 | Europei                 | Kiev       | Sincro 3 m     | Bronzo    | 387,60 p.   |      |
| 2022 | Giochi del Commonwealth | Birmingham | Trampolino 1 m | Bronzo    | 429,30 p.   |      |
| 2022 | Giochi del Commonwealth | Birmingham | Trampolino 3 m | Argento   | 465,15 p.   |      |
| 2022 | Europei                 | Roma       | Trampolino 3 m | Argento   | 428,25 p.   |      |